# Watertown (Flórida)
Watertown é uma Região censo-designada localizada no estado americano de Flórida, no Condado de Columbia.

## Demografia
Segundo o censo americano de 2000, a sua população era de 2.837 habitantes.

## Geografia
De acordo com o United States Census Bureau tem uma área de
6,4 km², dos quais 6,2 km² cobertos por terra e 0,2 km² cobertos por água.

## Localidades na vizinhança
O diagrama seguinte representa as localidades num raio de 40 km ao redor de Watertown.